# Eric Danielsen
Eric Danielsen, född 18 februari 1920 i Frederiksberg, död 1 november 2008 i Herlev, var en dansk journalist, TV-programledare och författare. Han var det allra första nyhetsankaret på Danmarks Radios nyhetsprogram, TV Avisen, vid premiärsändningen 15 oktober 1965.
Eric Danielsen var son till fabrikanten Svend Danielsen och Ellen Løhr. Han var en stor anhängare av Louis Armstrong och dennes musik. Som tonåring åkte Danielsen till Köpenhamns centralstation (Hovedbanegården) för att ta emot Louis Armstrong då denne besökte Danmark. Danielsen genomgick sin journalistutbildning vid Skive Venstreblad från 1939 och arbetade för Viborg Stifts Folkeblad 1943-1944. Han var övertygad kommunist och tvingades under krigsåren att gå under jorden på grund av Gestapos jakt på kommunister. Efter krigsslutet arbetade han för den kommunistiska tidningen Land og Folk. Han blev under efterkrigstiden mycket uppmärksammad för sina giftiga artiklar, vilka riktades mot den franska antisemitiska författaren Louis-Ferdinand Céline, vilken på grund av detta tvingades lämna Rigshospitalet 1947. Under samma period rörde sig Danielsen i Köpenhamns kulturradikala kretsar och var från 1949 ordförande av Clarté, Studentersamfundets kommunistiska fraktion.
Danielsen lämnade ordförandeposten 1953 då han reste till Polen för att verka som Land og Folks utrikeskorrespondent i Warszawa. Han arbetade här även för den polska radion som programledare för dess danskspråkiga utsändningar. Han återvände till Danmark 1965 och anställdes som nyhetsankare och kulturreporter på Danmarks Radios nyhetsprogram, TV Avisen. Det var han som ledde programmets första utsändning 15 oktober 1965. Han kom dock att ägna mest tid åt kulturjournalistiken och stod för flera reportage och nyhetsinslag i TV. Han var även recensent av sociologisk och psykologisk litteratur i morgontidningen Politiken. Han arbetade som programsekreterare för Danmarks Radio fram till 1986, då han valde att ägna sig åt författarskapet på heltid. Han var dock fortsatt en aktiv debattör och skribent i tidningar som Arbejderen, Kommunist samt i de kommersiella morgontidningarna. Han hade en mindre roll (TV-speaker) i filmen Jesus vender tilbage.
Danielsen har varit gift två gånger: först med Thyra Elkjær (gifta 22 mars 1941) och sedan med Hanne Thomsen (gifta 28 november 1953). Han var gift med Thomsen fram till sin död.

## Utmärkelser
- PH-prisen,  1978
- Den faglitterære pris,  1991

[Redigera Wikidata]